# 005.1999.06
"005.1999.06"는 가수 엄정화의 5번째 정규 앨범이다. 이 앨범으로 엄정화는 KBS 가요대상 청소년부문 최우수상을 수상을 비롯하여, 골든디스크 본상 등 많은 상을 수상하였다. 이 앨범의 누적판매량은 총 55만장 이상이다.

## 개요
이 앨범은 1999년 6월 17일 당시 소속사였던 Nuri엔터테인먼트와 Universal Music Korea에 의해 발매되었으며, 특히 이 앨범은 전작 "Invitation"의 대성공에 힘입어 발매 전부터 많은 주목을 받았다. 엄정화는 3집부터 그녀의 타이틀곡을 작업했던 주영훈을 비롯, 김창환, 윤상, 윤일상, 정재형, 조규만과 앨범 제작 작업을 함께하였는데, 엄정화는 앨범 발매에 따른 국민일보와의 인터뷰에서 "새 앨범을 발표하기 전에는 항상 불안하지만 이번에는 그 느낌도 좋아요"라고 밝히며 자신감을 피력하기도 했다.
이 앨범은 엄정화의 디스코그라피 중 대중성과 시장성에서 가장 성공적인 앨범으로 꼽힌다. 이 앨범에서 커트된 싱글로는, 타이틀곡이었던 '몰라', 'Festival', 'Scarlet'등 총 3곡이다. 이 싱글 중 특히 '몰라'와 'Festival'은 음악 자체와 패션 등 음악 외적인 부분에서 센세이션에 가까운 열풍을 이끌어내었다.
여름을 앞둔 시점에 발표된 이 앨범은 주로 빠른 비트의 음악들로 채워졌는데, 엄정화는 이 앨범의 곡 구성에 대해서, 경향신문과의 인터뷰에서 "섹시한 가수라는 지금까지의 이미지 이외에 탈피하고 다양한 색깔을 보여주기 위해 여러 장르의 노래를 음반에 담았다"라고 밝히기도 했다. 주목할 만한 것은, 주로 발라드 곡을 써왔던 윤상과 조규만 등도 이 앨범에서는 빠른 비트의 음악을 선보였다는 것이다. 또한 정재형이 작곡하고 엄정화가 작사한 '긴 오후'는 엄정화와 정재형의 듀엣곡이며, 이전 앨범 수록곡 '초대'에서 랩을 피쳐링했던 god의 박준형은 조규만의 곡인 '내 안의 그대'에서 다시 래퍼로 참여했다.

## 평가
이 앨범의 성공으로 엄정화는 건재하다는 평가를 받았다. 문화일보의 양성희는 엄정화가 "발라드에서 출발한 그의 노래경력은 ‘포이즌’‘초대’‘몰라’등 빅히트곡으로 이어지면서 부동의 댄스가수로서의 위치를 굳혔다."라고 말하며, "서구 대중음악계의 흐름을 발빠르게 포착했다"라고 평가하였다. 또한 이로 인해 엄정화가 군인 가수의 타이틀을 벗고 20대 여성이 엄정화를 동일시의 대상으로 여기며 추앙하고 있다고 밝혔다. 한편 한국일보의 박은주는 "너무 요염하게, 너무 성적(性的)으로만 어필하려는 것이 지나치다"라는 3자의 의견을 인용하며 약간의 기우를 나타내기도 했으나, 그것이 대중들에게 긍정적 변신으로 받아들여지고 있는 분위기라는 의견을 내기도 했다.
당시의 대중적인 평가에 대해서, 2008년 매거진t에서는 '엄정화 연구'라는 주제로 엄정화에 대한 분석 보도를 하는데, 이때 그녀의 5집 활동은, "이 시절 엄정화는 정말 대단했다. 발표하는 곡마다 그 해 최고의 유행가였고 엄정화 헤어, 엄정화 옷 등 그녀가 몸에 걸치고, 부르는 것은 무엇이든 유행이 되었다."라고 평가되었다. 또한 "심지어 물이 든 ‘몰라’ 귀마개는 일상생활에서 도저히 사용할 방법이 없었음에도 유사품들이 좌판에 떠돌았다."라고 덧붙이며, 당시 엄정화의 대한민국 가요계 내 위상에 대해 기술했다.

## 수록곡
| #   | 제목                                              | 작사   | 작곡   | 편곡   | 재생 시간 |
| --- | ------------------------------------------------- | ------ | ------ | ------ | --------- |
| 1.  | 〈몰라〉                                          | 김창환 | 김창환 | 김건우 | 3:36      |
| 2.  | 〈유리의 성〉                                     | 최희진 | 윤일상 | 윤일상 | 3:46      |
| 3.  | 〈Festival〉 (인생은 아름다워)                    | 주영훈 | 주영훈 | 주영훈 | 3:57      |
| 4.  | 〈긴 오후〉 (Duet with 정재형)                    | 엄정화 | 정재형 | 정재형 | 4:18      |
| 5.  | 〈마지막 기회〉                                   | 박창학 | 윤상   | 윤상   | 3:15      |
| 6.  | 〈리모콘과 매니큐어〉 (Remote Control & Manicure) | 최희진 | 윤일상 | 윤일상 | 3:56      |
| 7.  | 〈스칼렛〉 (Scarlet)                              | 주영훈 | 주영훈 | 주영훈 | 3:47      |
| 8.  | 〈내안의 그대〉                                   | 조규만 | 조규만 | 조규만 | 3:33      |
| 9.  | 〈Forever〉                                       | 이승호 | 이경섭 | 이경섭 | 3:56      |
| 10. | 〈나눌 수 없는 사랑〉                             | 김혜선 | 황세준 | 황세준 | 4:07      |
| 11. | 〈스파이〉 (Spy)                                  | 윤사라 | 신인수 | 김승현 | 3:42      |

## 주요곡

### 몰라
4집 앨범의 큰 성공 이후, 엄정화는 세기말을 앞둔 1999년 그녀의 디스코그라피에서 가장 성공적인 5집 "005.1999.06"을 선보인다. 이 앨범에서 엄정화는 주영훈을 택했던 전작들과는 다르게, 김창환과의 합작품인 하우스 댄스곡 '몰라'를 타이틀 곡으로 선보였는데 이 노래는 당초 박미경이 부를 뻔 했지만 불발됐고   이 과정에서 본인(엄정화)가 부를 예정이었던 '집착'은 박미경이 부르는 것으로 바뀌었다. 김창환이 본인이 게스트로 나온 KBS 불후의 명곡에서 밝혔듯이, 엄정화는 김창환에게 곡을 받기 위해서 가수 김태영으로부터 보컬 레슨을 받는 등 노력을 기울였고, 김창환은 담당 가수가 아님에도 불구하고 엄정화에게 곡을 주어 공전의 히트를 이루어내었다. 엄정화는 `몰라`의 이미지를 사이버틱하게 가져가면서 뮤직비디오, 무대 구성을 통해 최대한 시청자들이 그 이미지를 받아들일 수 있도록 구성했다. 엄정화는 홍종호를 기용하여 감독한 세기말의 불안과 어지러움이 반영되어 있던 미래적인 뮤직비디오를 제작하고, 메이컵 아티스트 조성아의 작품인 사이버틱한 메이크업과, 디자이너 이상봉의 작품인 물이 찰랑거리는 헤드폰을 무대 소품으로 사용하며 무대를 구성하였다. 또한 강원래가 이 곡에 어울리는 안무를 제작하였고, 김태영 역시 코러스로 참여하였다. 이 결과 '몰라'는 음반 판매 차트와 가요 차트를 휩쓸며 엄정화의 전작들을 뛰어넘는 대성공을 거두었고, 한 달 만에 32만 장이 넘는 앨범을 판매하며 당시 톱스타로서의 위치를 시장에 여지없이 보여주었다.
이와는 별도로 엄정화는 후에 9집을 발매하면서 한 인터뷰에서, '몰라'의 시장에서의 반응이 생각보다 늦었다고 밝히며, "처음에 ‘몰라’로 활동을 시작했을 때는 완전히 망한 줄 알았다. 2주 정도 앨범이 전혀 팔리지 않았고 쇼 프로그램에서 내가 노래를 부르면 사람들이 그냥 쳐다보기만 했다"라고 말하기도 했다.
또한 엄정화는 몰라의 뮤직비디오로 m.net의 영상음악대상에서 최우수 뮤직비디오상을 수상했다.

### Festival
엄정화는 '몰라'에 이어 주영훈과의 작품인 후속곡 'FESTIVAL'을 내놓는데, 이 곡 역시 시장에서 큰 성공을 거둔다. 사실 이 곡은 주영훈이 그룹 컨츄리꼬꼬를 위해 준비한 곡 이었으나, 거절당한 후, 엄정화에게 주었는데 엄정화 역시 처음에는 주영훈이 "엄정화가 부르기 싫어 펑펑 울었다."라고 말할 정도로 처음에는 탐탁지 않았다고 한다. 그러나 이 곡은 예상 외로 큰 성공을 거두었고, 1970년대 디스코풍의 쉬운 노래 가사와 밝은 노래 분위기로 좀 더 대중적인 사랑을 받는다.
엄정화는 '몰라'의 사이버틱하고 미래적인 패션과는 다르게, 'Festival'에서는 히피풍의 패션을 선보였다. 이러한 히피패션은, 당시 세기말의 기대와 불안이 반영된 것으로 해석되었다.